# Georg Krog
Georg Philip Herzberg Krog (2. července 1915 Bergen – 3. srpna 1991 Drammen) byl norský rychlobruslař.
Mezinárodně debutoval v roce 1935, kdy startoval na Mistrovství světa (18. místo). Následující rok se poprvé objevil na Mistrovství Evropy, na kterém se umístil na 9. příčce. Na Zimních olympijských hrách 1936 dosáhl svého největšího úspěchu, když vybojoval v závodě na 500 m stříbrnou medaili. I v následujících dvou letech startoval na světových a evropských šampionátech, přičemž nejlépe dosáhl 7. místa na Mistrovství Evropy 1937. V roce 1939 přerušila jeho sportovní kariéru druhá světová válka, k rychlobruslení se však po jejím konci opět vrátil. Absolvoval již norský šampionát 1946 a zúčastnil se také Mistrovství světa 1947 (19. místo). Na posledních závodech startoval v roce 1948.